# یولیوس هیولیان
یولیوس هیولیان (سوئدی: Julius Hjulian; ۱۵ مارس ۱۹۰۳ – ۱ فوریهٔ ۱۹۷۴) بازیکن فوتبال سوئدی‌تبار اهل ایالات متحده آمریکا بود.
از باشگاه‌هایی که در آن بازی کرده‌است می‌توان به باشگاه فوتبال سلتیک اشاره کرد.
وی همچنین در تیم ملی فوتبال ایالات متحده آمریکا بازی کرده‌است.